# دانون، نیو ساوت ولز
دانون (به انگلیسی: Dunoon) یک شهرک در استرالیا است که در نیو ساوت ولز واقع شده‌است.